# El diari lila de la Carlota
El diari lila de la Carlota és una novel·la de Gemma Lienas que tracta sobretot de la discriminació de les dones.

## Argument
Quan la Carlota fa 14 anys la seva àvia Isabel li regala un diari de color lila (d'aquí el títol del llibre). No li agrada gaire el regal, però quan la seva altra àvia Anna li proposa de fer una mena de diari feminista on escriure les diferents situacions en què les dones són tractades amb inferioritat, s'acaba de decidir.
Al diari, la Carlota hi escriu situacions viscudes per ella a l'institut i al seu entorn que creu que són masclistes, sempre aconsellada per l'àvia Anna. Veu que al seu voltant molta gent creu que a la societat actual encara hi ha desigualtats i ella mateixa les pot observar i hi pot reflexionar.
Entre la Carlota, la Mireia (la millor amiga) i en Marc (el germà) creen l'Associació Contra Els Models Imposats (ACEMI), i molta gent hi participa. Té més èxit quan decideixen portar tots un llaç lila perquè és el color del feminisme.
Durant el curs, la Carlota s'enamora d'un noi nou de l'institut que es diu Marcel i comencen a sortir junts. S'enfaden però acaben fent les paus. Al final la tieta escriptora accepta publicar el diari lila.

## Posa't les ulleres liles
"Posa't les ulleres liles" és una metàfora utilitzada en el llibre. El text explica que posar-se les ulleres liles consisteix a mirar el món amb una mirada crítica des del punt de vista del gènere per veure les desigualtats entre homes i dones. Al llibre, publicat l'any 2001, l'autora defineix de la manera següent el concepte de "les ulleres lila":
Ulleres liles: nova manera de mirar el món per adonar-se de les situacions injustes, de desavantatge, de menyspreu, etc., cap a la dona. Aquesta nova mirada s'aconsegueix qüestionant els valors androcèntrics, és a dir, valors que es donen per bons vistos des dels ulls masculins.
Es pot dir que Lienas utilitza la metàfora de les ulleres liles per tal de referir-se a com canvia la teva visió del món un cop t'has submergit en el feminisme. Des de la publicació del llibre, la metàfora s'ha popularitzat i s'ha fet servir a llibres com Feminismo para principiantes (Feminisme per a principiants) de l'escriptora i feminista Nuria Varela, a la premsa, entre d'altres.